# Dario Langenegger
Dario Langenegger  (* 1989) ist ein Schweizer Unihockeyspieler, der beim Nationalliga-A-Verein Unihockey Tigers Langnau unter Vertrag steht.

## Karriere
Langenegger stammt aus dem Nachwuchs der Unihockey Tigers Langnau und debütierte während der Saison 2008/09 für die erste Mannschaft in der Swiss Mobiliar League. In der nachfolgenden Saison gehörte er grösstenteils der ersten Mannschaft an. Ein Jahr später war er festes Mitglied der ersten Mannschaft. 2015 verlängerte er seinen Vertrag mit den Bernern. Ein Jahr später verkündete der Club, dass Langenegger seinen Vertrag erneut um ein Jahr mit Option verlängert habe.
2019 gewann Jakob mit den Unihockey Tigers Langnau den Schweizer Cup mit einem 9:8-Sieg über den Grasshopper Club Zürich.

## Erfolge
- Schweizer Cup: 2019
- Champy Cup: 2013